# Mustó Péter
Mustó Péter (Derecske, 1935. január 25. – Hildesheim, 2023. augusztus 6.) magyar jezsuita szerzetes.

## Családja
Édesapja Mustó Sándor (1903–1968) ügyvéd, közjegyző, édesanyja M. Ertsey Lívia (1909–1994). Apai nagyapja Mustó Sándor derecskei orvos, anyai nagyapja Ertsey Péter ügyvéd, országgyűlési képviselő volt.
Testvérei: 
1. Mustó István (1933–) politológus, korábbi  országgyűlési képviselő (SZDSZ);
2. Mustó Sándor (1936–) tanár Utrechtben;
3. Mustó László (1938–2016) idegenforgalmi szakember Münchenben;
4. Mustó Tamás (1939–) újságíró Münchenben, a Szabad Európa Rádiónál;
5. Mustó Teréz (1941–1986) gyógyszerész Németországban;
6. Mustó Gábor (1947–) tanár, iskolaigazgató Lagosban (Nigéria).

## Élete
1935-ben született Derecskén. 1944-ben családja a front elől menekülve Németországba került, ahol édesapja amerikai fogságba esett. A Passau-Waldwerkei és a Lindenburgi magyar gimnáziumba járt. Érettségi után, 1953-ban belépett a Jezsuita rendbe, mint a Magyar Rendtartomány tagja. Két évre a neuhauseni noviciátusba került. Filozófiai tanulmányait Franciaországban végezte 1955 és 1960 között. Teológiai tanulmányait 1960 és 1964 között Frankfurtban végezte. Ott szentelték pappá 1963. augusztus 27-én. Ezután egyéves rendi képzésen vett részt Franciaországban, Paray-le-Monialban.
1965 és 1977 között Münchenben volt ifjúsági lelkész. A 60-as években – a második vatikáni zsinat szellemében – érdeklődése a más vallásúak, a másként gondolkodók és a jóléti társadalom sérültjei felé fordult. 1977–1978-ban hátizsákkal bejárta Dél-Amerikát Mexikótól Bolíviáig. 1978–1979-ben munkáspap volt Berlinben (vendéglői mosogatásból tartotta fenn magát).
1979 és 1991 között a kolumbiai misszióban dolgozott, ahol szegényekkel, bajban lévőkkel és a társadalom perifériáján élőkkel foglalkozott. Először a szaléziakkal dolgozott együtt, majd egy egyszerű előre gyártott elemekből épített kis házban családias légkörben megosztotta életét az utcagyerekekkel. Később úgy döntött, hogy Bogotá egyik szegénynegyedébe költözik. Kis idő múlva nyilvánvalóvá vált számára, hogy a probléma gyökere sokkal mélyebb: azt kell megelőzni, hogy a gyerekek az utcára kerüljenek. Ezért egy napköziotthont hozott létre Casa Estudio néven. 
A rendszerváltozás után hazajött Magyarországra és azóta itthon dolgozott (Szegeden, Budapesten, Dobogókőn). Rendszeresen vezetett csendmeditációs lelkigyakorlatokat, egyebek közt Dobogókőn, Tahiban és Németországban is.

## Könyvei
- Remény és kétség között Bogotá utcáin, Longinus Kiadó, Szeged, 2008, ISBN 978-963-06-5859-1
- Levelek Dél-Amerikából, Korda Kiadó, Kecskemét, 2009, ISBN 978-963-9554-90-0
- Csendben születik az élet. A belső ima tapasztalatairól; JTMR–L'Harmattan, Budapest, 2013 (Jezsuita könyvek. Lelkiség), ISBN 978-963-8014-61-0
- Megszereted, ami a tiéd; JTMR, Budapest, 2014 (Jezsuita könyvek. Lelkiség), ISBN 9789638014696
- Remény és kétség között Bogotá utcáin; 2. jav. kiad.; Jezsuita, Budapest, 2015, ISBN 9789638014856
- Mustó Péter–Hári Ildikó: Ahol otthon vagy; Jezsuita, Budapest, 2017 (Jezsuita könyvek. Lelkiség), ISBN 978-963-442-006-4
- Az éltet, ami személyes; szöveg Mustó Péter, Hári Ildikó, ill. Tornay Krisztina; Jablonczay Lenke Ifjúsági Egyesület, Debrecen, 2020
- Mustó Péter–Hári Ildikó: Ami megtart; Jezsuita, Budapest, 2023 (Jezsuita könyvek. Lelkiség), ISBN 9789634420699

## Írásai, közreműködései
- Koldultál már?
- Nők az egyházban
- A gyengeség előnyei, 2001
- Függőség és autonómia a lelki vezetésben, 2004
- Az imáról és a szenvedésről című írását olvassa fel[halott link]
- Karácsony Bogotában, című novelláját olvassa fel[halott link]
- Rádióriportok egyházképéről, az egyházban betöltött híd szerepéről, istenhitéről, missziós elképzeléseiről, kolumbiai tevékenységéről[halott link]
- Vedd le a sarudat!, interjú A Szív folyóirat 2020. július-augusztusi számában
- 2007-ben dokumentumfilmet forgattak róla[2]

## Díjak, elismerések
- A Magyar Érdemrend lovagkeresztje (2013)